# Gisèle Gardeyn-Debever
Gisèle Gardeyn-Debever (Tielt, 16 december 1944 - 14 november 2021) was een Belgisch volksvertegenwoordiger en Vlaams volksvertegenwoordiger.

## Levensloop
Gisèle Debever, van opleiding regentes landbouw en huishoudkunde, begon haar actieve leven bij de Katholieke Landelijke Jeugdbeweging (KLJ), waar ze van 1964 tot 1967 actief als gewestleider. Tevens was ze van 1964 tot 1977 bestuurslid van de lokale afdeling van het Davidsfonds in Egem, thans een deelgemeente van Pittem. Van 1968 tot 1978 was Debever gewestelijke verantwoordelijke voor de Gezinsactie van de KVLV, waar ze evenzeer vormingsmedewerker was en vanaf 1977 voorzitter was van de lokale afdeling in Egem, en van 1964 tot 1977 lerares huishoudkunde in de vrouwengevangenis van Sint-Andries-Brugge. Tevens werd ze in 1971 bestuurslid van het Arrondissementieel Verbond van Boerengilden in Tielt en van de Bedrijfsgilde van Melkveehouders in Roeselare-Tielt en was ze van 1973 tot 1980 redactielid van het blad van de Provinciale Vakgroep voor Melkveehouders in West-Vlaanderen.
In maart 1974 werd ze voor de CVP verkozen tot provincieraadslid van West-Vlaanderen en bleef dit tot in mei 1995. Ze was van januari 1995 tot december 2012 ook gemeenteraadslid in Pittem, waar ze van 1995 tot 2000 en van 2007 tot 2012 schepen was.
Ze werd in mei 1995 voor de CVP verkozen tot lid van de Kamer van volksvertegenwoordigers voor het arrondissement Kortrijk-Roeselare-Tielt en vervulde dit mandaat tot in juni 1999. Als Kamerlid was Debever actief in de commissie Volksgezondheid en Leefmilieu. Aansluitend maakte ze de overstap naar het Vlaams Parlement, nadat ze bij de tweede rechtstreekse Vlaamse verkiezingen van 13 juni 1999 verkozen werd in dezelfde kieskring. Ze bleef Vlaams volksvertegenwoordiger tot juni 2004 en was vast lid van de commissie Economie, Landbouw, Werkgelegenheid en Toerisme .
Ze was in Pittem onder meer actief als lid van het schoolbestuur en de schoolraad en als lid van de Kerkraad. Ook werd ze lid van de Gorikvrienden, bestuurslid van de Grote Prijs Jean-Pierre Monseré, bestuurslid van de vzw Triangulo ten voordele van de Egemse missionaris Freddy De Geytere, bestuurslid van de Vriendenkring Bloedgevers Pittem-Egem en werd ze actief bij Mantelzorg.
Wegens haar activiteiten en belangeloze inzet werd ze in oktober 2013 uitgeroepen tot Egemse laureaat van Verdienste.
Zij is de moeder van profrenner Gorik Gardeyn.